# Luz, drama, acción
Luz, Drama, Acción (abreviado LDA) es una serie animada de televisión canadiense. Es la segunda temporada de la serie Drama Total, que comenzó con Isla del drama. El espectáculo se estrenó en el Teletoon a las 6:30 p. m. ET/PT el 11 de enero de 2009. En Latinoamérica, el canal de televisión Cartoon Network la estrenó el día 7 de febrero de 2010. Esta serie también fue creado por los creadores de Locos Dieciséis, otro programa de Teletoon. Esta es la única estación para Teletoon de no emitir un nuevo episodio cada semana.

## Argumento
Al igual que Isla del Drama, la temporada anterior, gran parte de Luz, Drama, Acción narra los acontecimientos de los reality shows de ficción del mismo nombre. La serie de Total Drama en sí es una "serie animada de telerrealidad", protagonizada por el elenco y el equipo de la serie de ficción, parodiando muchos aspectos de la realidad de la televisión en general. Después ganador de la temporada pasada, Owen (de Scott McCord), renuncie a su premio en efectivo de C$ 100.000 para un desafío (abierto a los 22 concursantes de Isla del Drama) en la que el ganador recibiría C $ 1,000,000, el dinero se quedó en el limbo después de una situación que dio lugar a un decimocuarto empate.
Como tal, anfitrión de la demostración Chris McLean (Christian Potenza) no tuvo más remedio que encargar una segunda competencia con los 14 concursantes empatados. Los concursantes se les dice que llegar a un estudio de cine abandonado en Toronto, Ontario, donde la nueva competencia, titulada Luz, Drama, Acción, se llevaría a cabo. Debido a su ubicación, Chris le dice a los participantes que los retos que todos estarían en la forma de diversos géneros cinematográficos. El alojamiento de los concursantes son manejados por el Chef Hatchet (Clé Bennett) de una manera similar a la forma en que se manejó en la temporada anterior. El letrina que se utilizó como un confesionario en Isla del Drama ha sido reemplazado con un salón de maquillaje para el reparto la use, aunque Chris y el Chef hacen uso en varios episodios durante la temporada de LDA.
Después de una rápida eliminación de los dos contendientes, la pareja Geoff (Dan Petronijevic) y Bridgette (Kristin Fairlie), un segundo desafío determinan los capitanes de los dos equipos que compiten: los Iluminadores Gritones, encabezados por Gwen (Megan Fahlenbock), y los Tramoyistas Asesinos, encabezados por Trent (de Scott McCord). A partir de entonces, los desafíos se alternará entre "desafíos recompensa" donde los ganadores recibirían un premio especial y "desafíos de eliminación", donde el equipo perdedor votaría fuera uno de los suyos en un elaborada "Ceremonia de Chris Dorado".
El patrón de la reducción de los concursantes abajo fue interrumpida brevemente en dos ocasiones: una vez cuando Izzy (Katie Crown) fue reinstalado después de una irregularidad en la votación que su alter ego, "O-Scopio", fue expulsada, y otra vez cuando Courtney (Emilie-Claire Barlow), una competidora que no se clasificó originalmente para Luz, Drama, Acción, demandó con éxito a la serie. Los jugadores eliminados van hacia el "Camino de la Vergüenza" y suben a la "Limotris-o-sina", donde dejan el estudio de cine.
Una vez que siete concursantes que quedaban, los Iluminadores Gritones y se los Tramoyistas Asesinos se disolvieron y los desafíos que se convirtieron orientados al individuo en la naturaleza. Chris contrató a Owen como su espía en cubierto para sabotear los demás concursantes y crear drama. Los concursantes que perdieron y no participan en esta temporada son: Eva, Sadie, Cody, Tyler, Katie, Noah y Ezekiel pero estarán en el programa de la secuela junto a los eliminados..

## Personajes

### Concursantes
| Personaje | Personaje | Equipo                | Equipo                | Estado               | Resultado anterior | Episodios   |
| --------- | --------- | --------------------- | --------------------- | -------------------- | ------------------ | ----------- |
|           | Duncan    | Iluminadores Gritones | Fusión                | Campeón              |                    | 1-26        |
|           | Beth      | Tramoyistas Asesinos  | Fusión                | campeona'            |                    | 1-26        |
|           | Owen      | Tramoyistas Asesinos  | Fusión                | Expulsado            | 8.º Eliminado      | 1-13, 21-24 |
|           | Courtney  | Tramoyistas Asesinos  | Fusión                | 14.ª Eliminada       |                    | 13-24       |
|           | Harold    | Iluminadores Gritones | Fusión                | 13.º Eliminado       |                    | 1-23        |
|           | Lindsay   | Tramoyistas Asesinos  | Fusión                | 12.ª Eliminada       |                    | 1-21        |
|           | Justin    | Tramoyistas Asesinos  | Fusión                | 11.º Eliminado       |                    | 1-19        |
|           | Leshawna  | Iluminadores Gritones | Fusión                | 10.ª Eliminada       |                    | 1-17        |
|           | Heather   | Iluminadores Gritones | Iluminadores Gritones | 9.ª Eliminada        |                    | 1-15        |
|           | Izzy      | Tramoyistas Asesinos  | Tramoyistas Asesinos  | 7.ª Eliminada        | 3.ª Eliminada      | 1-3, 7-11   |
|           | DJ        | Iluminadores Gritones | Iluminadores Gritones | Abandona             |                    | 1-9         |
|           | Gwen      | Iluminadores Gritones | Iluminadores Gritones | 5.ª Eliminada        |                    | 1-7         |
|           | Trent     | Tramoyistas Asesinos  | Tramoyistas Asesinos  | 4.º Eliminado        |                    | 1-5         |
|           | Bridgette | Sin equipo            | Sin equipo            | 1.º / 2.º Eliminados |                    | 1-2         |
|           | Geoff     | Sin equipo            | Sin equipo            | 1.º / 2.º Eliminados |                    | 1-2         |

## Tabla de eliminación
| Rango | Concursante | Concursante | Fase individual | Fase individual | Fase de equipo | Fase de equipo | Fase de equipo | Fase de equipo | Fase de equipo | Fase de equipo | Fase de equipo | Fase de equipo | Fase de equipo | Fase de equipo | Fase de equipo | Fase de equipo | Fase de equipo | Fase individual | Fase individual | Fase individual | Fase individual | Fase individual | Fase individual | Fase individual | Fase individual | Fase individual | Fase individual | Fase individual |       |
| Rango | Concursante | Concursante | 1               | 2               | 3              | 4              | 5              | 6              | 7              | 8              | 9              | 10             | 11             | 12             | 13             | 14             | 15             | 16              | 17              | 18              | 19              | 20              | 21              | 22              | 23              | 24              | 25              | 26              | 27    |
| ----- | ----------- | ----------- | --------------- | --------------- | -------------- | -------------- | -------------- | -------------- | -------------- | -------------- | -------------- | -------------- | -------------- | -------------- | -------------- | -------------- | -------------- | --------------- | --------------- | --------------- | --------------- | --------------- | --------------- | --------------- | --------------- | --------------- | --------------- | --------------- | ----- |
| 1/2   |             | Beth        | CONT.           | CONT.           | CONT.          | CONT.          | CONT.          | CONT.          | GANA           | CONT.          | CONT.          | CONT.          | CONT.          | CONT.          | CONT.          | GANA           | GANA           | CONT.           | CONT.           | CONT.           | CONT.           | CONT.           | CONT.           | CONT.           | GANA            | GANA            | CONT.           | FINAL           | FALLO |
| 1/2   |             | Duncan      | CONT.           | CONT.           | GANA           | GANA           | GANA           | CONT.          | CONT.          | GANA           | GANA           | GANA           | GANA           | CONT.          | GANA           | CONT.          | CONT.          | CONT.           | RIESGO          | CONT.           | RIESGO          | CONT.           | RIESGO          | CONT.           | CONT.           | CONT.           | CONT.           | FINAL           | PASO  |
| 3     |             | Owen        | GANA            | CONT.           | CONT.          | CONT.          | RIESGO         | CONT.          | GANA           | CONT.          | CONT.          | CONT.          | CONT.          | CONT.          | ELIM.          |                |                |                 |                 |                 |                 |                 | Saboteador      | Saboteador      | Saboteador      | EXP.            |                 |                 | PASO  |
| 4     |             | Courtney    |                 |                 |                |                |                |                |                |                |                |                |                |                | INM.           | GANA           | GANA           | GANA            | GANA            | CONT.           | GANA            | CONT.           | GANA            | CONT.           | RIESGO          | ELIM.           |                 |                 | PASO  |
| 5     |             | Harold      | CONT.           | CONT.           | GANA           | GANA           | GANA           | CONT.          | CONT.          | GANA           | GANA           | GANA           | GANA           | CONT.          | GANA           | CONT.          | CONT.          | CONT.           | CONT.           | CONT.           | CONT.           | CONT.           | CONT.           | GANA            | ELIM.           |                 |                 |                 | PASO  |
| 6     |             | Lindsay     | CONT.           | CONT.           | RIESGO         | CONT.          | CONT.          | CONT.          | GANA           | CONT.          | RIESGO         | CONT.          | CONT.          | CONT.          | CONT.          | GANA           | GANA           | GANA            | CONT.           | CONT.           | CONT.           | GANA            | ELIM.           |                 |                 |                 |                 |                 | PASO  |
| 7     |             | Justin      | CONT.           | CONT.           | RIESGO         | CONT.          | CONT.          | CONT.          | GANA           | CONT.          | RIESGO         | CONT.          | RIESGO         | CONT.          | CONT.          | GANA           | GANA           | CONT.           | CONT.           | CONT.           | ELIM.           |                 |                 |                 |                 |                 |                 |                 | FALLO |
| 8     |             | Leshawna    | CONT.           | RIESGO          | GANA           | GANA           | GANA           | CONT.          | CONT.          | GANA           | GANA           | GANA           | GANA           | CONT.          | GANA           | CONT.          | RIESGO         | CONT.           | ELIM.           |                 |                 |                 |                 |                 |                 |                 |                 |                 | PASO  |
| 9     | Heather     | Heather     | CONT.           | CONT.           | GANA           | GANA           | GANA           | CONT.          | RIESGO         | GANA           | GANA           | GANA           | GANA           | CONT.          | GANA           | CONT.          | ELIM.          |                 |                 |                 |                 |                 |                 |                 |                 |                 |                 |                 | PASO  |
| 10    | Izzy        | Izzy        | CONT.           | CONT.           | ELIM.          |                |                |                | GANA           | CONT.          | CONT.          | CONT.          | ELIM.          |                |                |                |                |                 |                 |                 |                 |                 |                 |                 |                 |                 |                 |                 | PASO  |
| 11    | DJ          | DJ          | CONT.           | CONT.           | GANA           | GANA           | GANA           | CONT.          | CONT.          | GANA           | ABAN.          |                |                |                |                |                |                |                 |                 |                 |                 |                 |                 |                 |                 |                 |                 |                 | PASO  |
| 12    | Gwen        | Gwen        | CONT.           | GANA            | GANA           | GANA           | GANA           | CONT.          | ELIM.          |                |                |                |                |                |                |                |                |                 |                 |                 |                 |                 |                 |                 |                 |                 |                 |                 | PASO  |
| 13    | Trent       | Trent       | CONT.           | GANA            | CONT.          | CONT.          | ELIM.          |                |                |                |                |                |                |                |                |                |                |                 |                 |                 |                 |                 |                 |                 |                 |                 |                 |                 | FALLO |
| 14    | Bridgette   | Bridgette   | CONT.           | ELIM.           |                |                |                |                |                |                |                |                |                |                |                |                |                |                 |                 |                 |                 |                 |                 |                 |                 |                 |                 |                 | PASO  |
| 14    | Geoff       | Geoff       | CONT.           | ELIM.           |                |                |                |                |                |                |                |                |                |                |                |                |                |                 |                 |                 |                 |                 |                 |                 |                 |                 |                 |                 | FALLO |

### Clave de color
Finalista: Este concursante llegó a la final de la competencia.
     Gana: Este concursante ganó el desafío y/o fue inmune a la eliminación.
     Continua : Este concursante estaba a salvo de la eliminación.
     Exento : Este concursante estaba exento de eliminación.
     Riesgo: Este concursante estaba en riesgo de ser eliminado.
     Eliminado: Este concursante fue eliminado.
     Eliminado: Este concursante abandonó, fue evacuado o fue descalificado.
     Este concursante está fuera de la competencia.

## Fecha de Emisión
| Temporada | Episodios | País                                     | Canal           | Primera Fecha            | Última Fecha            |
| --------- | --------- | ---------------------------------------- | --------------- | ------------------------ | ----------------------- |
| 2         | 27        | Canadá                                   | Teletoon        | 11 de enero de 2009      | 10 de junio de 2010     |
| 2         | 27        | Estados Unidos                           | Cartoon Network | 11 de junio de 2009      | 6 de abril de 2010      |
| 2         | 27        | Polonia, Hungría, Rumania y Escandinavia | Cartoon Network | 10 de septiembre de 2009 | 2 de septiembre de 2010 |
| 2         | 27        | Latinoamérica                            | Cartoon Network | 7 de febrero de 2010     | 30 de enero de 2011     |

## Producción
Al igual que La isla del drama, del Drama Acción fue desarrollado y producido por Fresh TV, dirigido a un grupo de edad de 10 a 16 años. Muchos de los ajustes de la serie, así como la secuencia de apertura de la serie, se hacen deliberadamente para estar lo más cerca de sus La isla del drama contrapartes como sea posible; Wawanakwa del campo, el establecimiento de Total Drama Island, fue También revisado en varias ocasiones, sobre todo como sede de algunos de los retos de la temporada. Todo el elenco de Total Drama Island retorno en las mismas funciones que el de Total Drama Island, aunque algunos tenían sus papeles redujeron como sus personajes no eran tan prominentes en esta temporada. Al igual que con Total Drama Island, dos finales fueron comisionados para la serie, uno con cada uno de los dos últimos competidores ganadores, después de la emisión del penúltimo episodio, y antes del final de la temporada, los espectadores se vieron impulsados a la web del salón ( ya sea en Teletoon para los espectadores en Canadá o Cartoon Network para los televidentes de América) a votar por el final deseado. A diferencia de La isla del drama, sin embargo, el final alternativo estaba disponible como un webcast en el sitio web del programa inmediatamente después de su emisión.

## Recepción
Luz Drama Acción ha recibido críticas mixtas de los críticos y aficionados. La mayoría de los críticos acuerdan que esta temporada no está a la altura de la primera temporada, Isla del Drama y otros que dicen que esta temporada es más "infantil" y "mala". Sin embargo, algunos críticos y los aficionados gozaron Luz, Drama, Acción tanto como la primera temporada, junto con la mayoría de los críticos alabando al desarrollo del carácter de los personajes que tenían pequeños papeles en la primera temporada.

## Medios

### Lanzamientos de DVD
Australia es el único país del mundo que ha dado a conocer acción del drama en DVD. Han lanzado la primera mitad de la temporada en un DVD Región 4 el 2 de noviembre de 2011, que incluye Isla Del Drama drama especial "del drama drama drama Drama Island". Australia luego se libera la segunda mitad de Luz Drama Acción el 4 de julio de 2012 Sin embargo, la temporada sólo fue lanzado en DVD, desde entonces Luz Drama Acción nunca salió al aire en Australia.